# Bataille de La Ceriseraie
Chouannerie
Batailles
- Liffré
- 1re Argentré
- Expédition de Quiberon
- Plouharnel
- Quiberon
- Segré
- 1er Rocher de La Piochais
- La Ceriseraie
- La Cornuaille
- 1re La Croix-Avranchin
- La Vieuville
- Boucéel
- 1re Saint-James
- 2e Rocher de La Piochais
- 2e La Croix-Avranchin
- Auverné
- Andigné
- Croix-Couverte
- Tinchebray
- L'Auberge-neuve
- Locminé
- Saint-Hilaire-des-Landes
- Val de Préaux
- Le Grand-Celland
- 2e Argentré
- Noyant-la-Gravoyère
- La Hennerie
- Saint-Aubin-du-Cormier
- Le Mans
- Nantes
- Saint-Brieuc
- Le Lorey
- Mont-Guéhenno
- La Tour d'Elven
- 2e Saint-James
- Les Tombettes
- Pont du Loc'h

La bataille de La Ceriseraie ou bataille de Carquefou se déroule pendant la Chouannerie. Le 12 août 1795, le 3e bataillon de volontaires d'Arras est détruit dans une embuscade tendue par les Chouans.

## Prélude
Le 12 août 1795, un convoi républicain quitte Nantes et se porte en direction de Châteaubriant. Ce convoi transporte 25 000 livres en numéraire et 1 100 000 en assignats, des armes et des munitions. On compte en outre six voitures chargées de farine et deux autres remplies de rhum et d'eau-de-vie. Le convoi est escorté par le 3e bataillon d'Arras au complet, renforcé par un détachement de volontaires nantais. Le bataillon d'Arras, considéré dans certains récits comme « l'un des plus beaux de la République », s'est distingué vingt jours plus tôt à la bataille de Quiberon où il a été l'un des premiers à entrer dans le fort Penthièvre. Il a par la suite pris part aux exécutions des prisonniers émigrés et chouans.

## Forces en présence
Le nombre de soldats républicains escortant le convoi varie beaucoup selon les historiens. Du côté des auteurs royalistes, pour Jacques Crétineau-Joly et l'abbé Deniau, les Bleus disposent de 1 800 hommes mais ce nombre est certainement exagéré car largement supérieur à l'effectif réglementaire d'un bataillon. Dans ses mémoires, Palierne estime le nombre de ses adversaires à 1 100. De son côté, Théodore Muret avance le nombre de 500 soldats républicains.
Du côté des « Bleus », les historiens républicains Charles-Louis Chassin et Jean Julien Michel Savary s'appuient sur le rapport de l'administration de Nantes au Comité de salut public, qui fixe le nombre de soldats du bataillon de volontaires d'Arras à 300 hommes. Cependant selon Alfred Rouxeau, ce rapport semble oublier les forces du bataillon nantais. 
Concernant les Chouans, les rapports républicains estiment leur nombre de 4 000 à 5 000. Là encore, selon Alfred Rouxeau, cette estimation est exagérée ; à cette époque la division de Palierne ne comprend pas la moitié de ce nombre, et elle n'était sûrement pas réunie en totalité. Selon Alfred Rouxeau, les forces de Palierne sont probablement de 600 à 700 hommes.

## La bataille
René Palierne, colonel chouan, commandant de la division d'Ancenis, est informé du départ du convoi la veille. Il charge Esprit Blandin, dit La Garde, capitaine de la compagnie de Carquefou, de se poster en embuscade avec une vingtaine d'hommes au village des Bréheudes, situé à un kilomètre de Carquefou. Il a pour mission d'entraîner les Républicains dans l'embuscade. Celle-ci est tendue par les forces de La Houssaie qui dissimule ses hommes, issus des paroisses de Saint-Mars-du-Désert, Petit-Mars, Ligné et Mouzeil, derrière les fossés, les haies et les bois.
Les Républicains entrent dans la petite ville de Carquefou dans la journée, mais ils sont épuisés et assoiffés en raison d'une chaleur accablante. Constatant que les habitants ont déserté le bourg, les soldats se ruent sur toute eau ou boisson qu'ils peuvent trouver, mais plusieurs s'abreuvent d'eau croupie ce qui, combiné avec les combats, la fatigue et l'insolation, sera fatal à plusieurs d'entre eux. Les Républicains ne restent pas longtemps dans le bourg, la présence de Chouans ayant été signalée. Ils se remettent rapidement en route, vers Saint-Mars-du-Désert.
Au signal des cornets à bouquin, les Républicains sont assaillis sur deux côtés par les premiers détachements chouans à la hauteur du Clouet. Le commandant républicain décide néanmoins de poursuivre la route et d'accélérer la marche. Continuellement harcelés, les Bleus gagnent la côte de La Ceriseraie et sont contraints de ralentir pour franchir les hauteurs malgré l'ordre du commandant qui a fait doubler les attelages. Les Républicains sont alors assaillis sur leurs deux flancs par le gros des forces chouannes de La Houssaie. Épuisés, les Républicains se débandent et prennent la fuite, poursuivis par les chouans qui les taillent en pièces. Les survivants se regroupent au village de la Banque ; ils parviennent à contenir les Chouans et se replient sur Nort-sur-Erdre.

## Les pertes
L'affaire est désastreuse pour les Républicains, le convoi tout entier est tombé aux mains des Chouans et les pertes sont très importantes. Les prisonniers républicains sont fusillés, y compris les blessés. D'après les récits républicains, même les femmes et les enfants participent au massacre, achevant les blessés et mutilant les cadavres des soldats. La fureur des Chouans était extrême contre les soldats du bataillon d'Arras qui avaient accepté de fusiller des prisonniers émigrés et chouans lors de l'Affaire de Quiberon alors que d'autres bataillons avaient refusé.
Le commandant Antoine Dubois, blessé, est capturé et conduit au château de Bourmont, où il est jugé par un tribunal militaire chouan. Il est condamné à mort et fusillé pour avoir présidé la 2e commission militaire de Quiberon qui fit condamner et fusiller des centaines de prisonniers émigrés et chouans.
Les auteurs royalistes exagérèrent la victoire des Chouans en laissant entendre que les 1 800 hommes du convoi avaient été entièrement exterminés. Selon Palierne, les pertes des Républicains sont de 300 hommes ; quant au rapport de l'administration de Nantes, il avoue pour le bataillon de volontaires d'Arras, une perte de 220 hommes tués sur 300. Dans un courrier daté du 14 août et adressé au général Josnet, le général Canclaux reconnaît que le bataillon d'Arras a perdu les deux tiers de son effectif. Mais pour Alfred Rouxeau, ces rapports oublient de mentionner les pertes du bataillon nantais.
Par la suite le rapport de l'administration de Nort laissa entendre que les soldats avaient été empoisonnés à Carquefou, affirmation démentie cependant par les autopsies, puis un autre rapport des commissaires de la société populaire de Nantes diminua encore le nombre des tués à 50 hommes.